# 马比荣站
马比荣站（法語：Mabillon）是巴黎地鐵的一個車站。马比荣站位於巴黎六區，巴黎左岸的心臟地區，是巴黎地鐵10號線的車站。此站因临近马比荣街而得名，而街道本身因本笃会修士学者让·马比荣（1632–1707）埋葬在附近而得名。马比荣站開通於1925年3月10日，車站靠近巴黎地鐵4號線的圣日耳曼德普雷站，但兩者不能直接換乘。

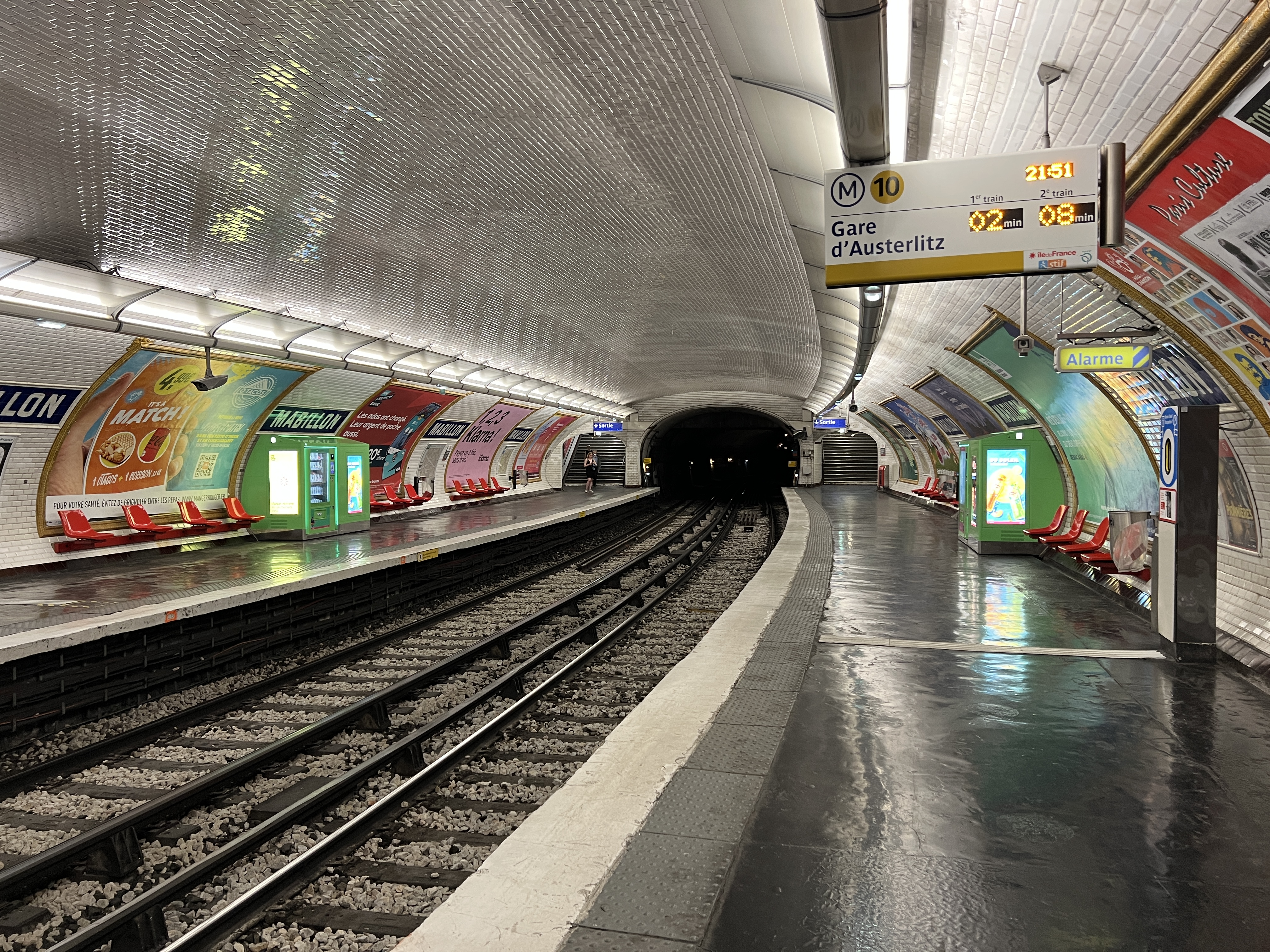
月台（2022年7月）

## 車站結構
| 街道層 | 街道層             | 出口                               |
| 月台   | 側式月台，右側開門 | 側式月台，右側開門                 |
| 月台   | 西行               | 往布洛涅-聖克盧橋（塞夫爾-巴比倫） |
| 月台   | 東行               | 往奧斯特里茨站（奧德翁）           |
| 月台   | 側式月台，右側開門 |                                    |